# Uncarina platycarpa
Uncarina platycarpa ist eine Pflanzenart aus der Gattung Uncarina in der Familie der Sesamgewächse (Pedaliaceae).

## Beschreibung
Uncarina platycarpa wächst als kleiner Baum mit einem kurzen, verdickten Stamm und einigen langen, unverzweigten und aufwärts wachsenden Ästen. Er wird bis zu 3 Meter hoch. Die tief gelappten Blätter besitzen einen endständigen großen Lappen und vier kleinere seitliche Lappen, die nur leicht dreilappig ausgebildet sind. Die Blattspreite wird 20 Zentimeter lang und breit. Die grüne Blattoberseite ist mit nur wenigen, einfachen Haaren mit einem reduzierten Kopf und mit einzelnen Schleimdrüsen mit einem quadratischen Kopf bedeckt. Die Blattunterseite erscheint durch eine lockere Bedeckung mit kurz gestielten Schleimdrüsen mit quadratischem Kopf und langen, einfachen Haaren die vereinzelt einen reduzierten Kopf besitzen, gräulich grün.
Der Blütenstand besteht aus Cymen mit 3 bis 7 Einzelblüten, die dichte Büschel ausbilden. Die goldgelben Blüten besitzen einen dunkelroten Schlund. Die Blütenröhre wird etwa 4,5 bis 7 Zentimeter lang.
Die seitlich stark zusammengedrückte Frucht ist in der Seitenansicht nahezu quadratisch und mit einem kurzen, dreieckigen Schnabel versehen. Des Weiteren sind seitlich an der etwa 6 auf 6 Zentimeter großen Frucht zwei 12 bis 15 Millimeter breite Flügel angeordnet, an deren Enden sich stachelartige Fortsätze befinden. Es werden nur Hakenstacheln ausgebildet. Sie stehen zu fünft oder sechst in einer Reihe, werden bis 12 Millimeter lang und reichen nicht über den Schnabel hinaus. Die verbreiterten Basen der Stacheln bilden einen bis 3 Millimeter hohen Kamm aus. Es werden keine falschen Scheidewände ausgebildet. Die verkehrt eiförmigen Samen werden 10 Millimeter lang und 9 Millimeter breit und besitzen 1,5 Millimeter große Flügel.

## Verbreitung und Systematik
Uncarina platycarpa ist endemisch in Zentral- und West-Madagaskar, im Süden der Provinz Mahajanga auf Korallenkalk, in rotem, lehmigen Boden verbreitet. Die Art steht auf der Roten Liste der IUCN und gilt als vom Aussterben bedroht (Critically Endangered).
Die Erstbeschreibung der Art erfolgte 1996 durch John Jacob Lavranos. Die Art ist nahe mit Uncarina leandrii verwandt.